# Ebba Wieder
Ebba Wieder (Hässleholm, 1998. július 13. –) svéd korosztályos női válogatott labdarúgó. A svéd bajnokságban érdekelt Vittsjö GIK középpályása.

## Pályafutása

### Klubcsapatokban
2019. november 19-én hat év után elhagyta nevelő egyesületét és a Vittsjö GIK csapatához igazolt.

## Sikerei, díjai

### Klubcsapatokban
Svéd bajnok (4):
- FC Rosengård (4): 2013, 2014, 2015, 2019

 Svéd szuperkupa győztes (3):
- FC Rosengård (1): 2016, 2017, 2018